# Grand Prix automobile de Belgique 1988
Résultats du Grand Prix de Belgique de Formule 1 1988 qui a eu lieu sur le circuit de Spa-Francorchamps le 28 août.

## Classement
| Pos. | No | Pilote             | Écurie               | Tours | Temps/Abandon                      | Grille | Points |
| ---- | -- | ------------------ | -------------------- | ----- | ---------------------------------- | ------ | ------ |
| 1    | 12 | Ayrton Senna       | McLaren-Honda        | 43    | 1 h 28 min 00 s 549 (203,447 km/h) | 1      | 9      |
| 2    | 11 | Alain Prost        | McLaren-Honda        | 43    | + 30 s 470                         | 2      | 6      |
| Dsq. | 20 | Thierry Boutsen    | Benetton-Ford        | 43    | Disqualifié                        | 6      |        |
| Dsq. | 19 | Alessandro Nannini | Benetton-Ford        | 43    | Disqualifié                        | 7      |        |
| 3    | 16 | Ivan Capelli       | March-Judd           | 43    | + 1 min 15 s 768                   | 14     | 4      |
| 4    | 1  | Nelson Piquet      | Lotus-Honda          | 43    | + 1 min 23 s 628                   | 9      | 3      |
| 5    | 17 | Derek Warwick      | Arrows-Megatron      | 43    | + 1 min 25 s 355                   | 10     | 2      |
| 6    | 18 | Eddie Cheever      | Arrows-Megatron      | 42    | + 1 tour                           | 11     | 1      |
| 7    | 5  | Martin Brundle     | Williams-Judd        | 42    | + 1 tour                           | 12     |        |
| 8    | 36 | Alex Caffi         | Scuderia Italia-Ford | 42    | + 1 tour                           | 15     |        |
| 9    | 30 | Philippe Alliot    | Larrousse-Ford       | 42    | + 1 tour                           | 16     |        |
| 10   | 14 | Philippe Streiff   | AGS-Ford             | 42    | + 1 tour                           | 18     |        |
| 11   | 26 | Stefan Johansson   | Ligier-Judd          | 39    | Roue                               | 20     |        |
| 12   | 3  | Jonathan Palmer    | Tyrrell-Ford         | 39    | Accélérateur                       | 21     |        |
| 13   | 10 | Bernd Schneider    | Zakspeed             | 38    | Boîte de vitesses                  | 25     |        |
| Nc.  | 31 | Gabriele Tarquini  | Coloni-Ford          | 36    | Non classé                         | 22     |        |
| Abd. | 27 | Michele Alboreto   | Ferrari              | 35    | Moteur                             | 4      |        |
| Abd. | 6  | Riccardo Patrese   | Williams-Judd        | 30    | Moteur                             | 5      |        |
| Abd. | 15 | Mauricio Gugelmin  | March-Judd           | 29    | Sortie de piste                    | 13     |        |
| Abd. | 9  | Piercarlo Ghinzani | Zakspeed             | 25    | Fuite d'huile                      | 24     |        |
| Abd. | 2  | Satoru Nakajima    | Lotus-Honda          | 22    | Moteur                             | 8      |        |
| Abd. | 21 | Nicola Larini      | Osella               | 14    | Panne électrique                   | 26     |        |
| Abd. | 28 | Gerhard Berger     | Ferrari              | 11    | Moteur                             | 3      |        |
| Abd. | 29 | Yannick Dalmas     | Larrousse-Ford       | 9     | Moteur                             | 23     |        |
| Abd. | 22 | Andrea De Cesaris  | Rial-Ford            | 2     | Collision                          | 19     |        |
| Abd. | 25 | René Arnoux        | Ligier-Judd          | 2     | Collision                          | 17     |        |
| Nq.  | 24 | Luis Pérez-Sala    | Minardi-Ford         |       | Non qualifié                       |        |        |
| Nq.  | 23 | Pierluigi Martini  | Minardi-Ford         |       | Non qualifié                       |        |        |
| Nq.  | 33 | Stefano Modena     | Eurobrun-Ford        |       | Non qualifié                       |        |        |
| Nq.  | 4  | Julian Bailey      | Tyrrell-Ford         |       | Non qualifié                       |        |        |
| Npq. | 32 | Oscar Larrauri     | Eurobrun-Ford        |       | Non préqualifié                    |        |        |

## Pole position et record du tour
- Pole position : Ayrton Senna en 1 min 53 s 718 (vitesse moyenne : 219,701 km/h).
- Meilleur tour en course : Gerhard Berger en 2 min 00 s 772 au 10e tour (vitesse moyenne : 206,869 km/h).

## Tours en tête
- Ayrton Senna : 43 (1-43)

## À noter
- 13e victoire pour Ayrton Senna.
- 66e victoire pour McLaren en tant que constructeur.
- 38e victoire pour Honda en tant que motoriste.
- Les 2 Benetton-Ford ont été disqualifiées pour avoir utilisé un carburant non conforme.
- À l'issue de cette course, l'écurie McLaren remporte le titre mondial des constructeurs.